# Phiala sublimbalis
Phiala sublimbalis är en fjärilsart som beskrevs av Embrik Strand 1911. Phiala sublimbalis ingår i släktet Phiala och familjen Eupterotidae. Inga underarter finns listade i Catalogue of Life.